# Helena Erbenová
Helena Erbenová z domu Balatková (ur. 6 lutego 1979 w Jabloncu nad Nisou) – czeska biegaczka narciarska, zawodniczka klubu SKP Jablonex.

## Kariera
Po raz pierwszy na arenie międzynarodowej Helena Erbenová pojawiła się 28 grudnia 1996 roku w zawodach FIS Race w Libercu, gdzie zajęła 10. miejsce w biegu na 5 km techniką dowolną. W 1997 roku wystąpiła na mistrzostwach świata juniorów w Canmore zajmując 45. miejsce w biegu na 5 km stylem klasycznym. Rok później, podczas mistrzostw świata juniorów w Pontresinie uplasowała się na 23. miejscu w biegu na 15 km klasykiem. Ponadto na mistrzostwach świata juniorów w Saalfelden w 1999 roku była piętnasta w biegu na 15 km stylem dowolnym.
W Pucharze Świata zadebiutowała 13 grudnia 1997 roku w Val di Fiemme, zajmując 101. miejsce w biegu na 5 km stylem klasycznym. Pierwsze punkty wywalczyła dopiero 4 lutego 2001 roku w Novym Měscie, plasując się na 22. pozycji w sprincie techniką dowolną. W klasyfikacji generalnej sezonu 2000/2001 zajęła ostatecznie 92. miejsce. Jak dotąd najlepsze wyniki w Pucharze Świata osiągnęła w sezonie 2006/2007, który ukończyła na 63. miejscu. Nie stała na podium indywidualnych zawodów pucharowych, ale 17 grudnia 2006 roku w La Clusaz wraz z koleżankami z reprezentacji zajęła trzecie miejsce w sztafecie.
Pierwszą seniorską imprezą w jej karierze były mistrzostwa świata w Lahti w 2001 roku, gdzie była między innymi dwudziesta w sprincie stylem dowolnym. Był to jej najlepszy indywidualny wynik na zawodach mistrzowskich. Ponadto była piąta w sztafecie na mistrzostwach w Sapporo w 2007 roku oraz szósta podczas mistrzostw świata w Oberstdorfie dwa lata wcześniej. W 2002 roku Erbenová brała udział w igrzyskach olimpijskich w Salt Lake City, gdzie wspólnie z koleżankami była czwarta w sztafecie, przegrywając walkę o brązowy medal z reprezentantkami Szwajcarii. Indywidualnie plasowała się w piątej dziesiątce. Cztery lata później, podczas igrzysk w Turynie była szósta w sztafecie, a w swoim najlepszy indywidualnym starcie, biegu łączonym na 15 km zajęła 29. pozycję.
Jej matka Helena Šikolová reprezentowała Czechosłowację w biegach narciarskich.

## Osiągnięcia

### Igrzyska olimpijskie
| Miejsce | Dzień     | Rok  | Miejscowość    | Konkurencja                        | Czas biegu | Strata  | Zwyciężczyni        |
| ------- | --------- | ---- | -------------- | ---------------------------------- | ---------- | ------- | ------------------- |
| 41.     | 9 lutego  | 2002 | Salt Lake City | 15 km stylem dowolnym              | 39:54,4    | +4:23,4 | Stefania Belmondo   |
| 42.     | 15 lutego | 2002 | Salt Lake City | 10 km łączony                      | 25:09,9    | +1:55,9 | Beckie Scott        |
| 42.     | 19 lutego | 2002 | Salt Lake City | Sprint stylem dowolnym             | 3:10,6     | -       | Julija Czepałowa    |
| 4.      | 21 lutego | 2002 | Salt Lake City | Sztafeta 4 × 5 km                  | 49:30,6    | +1:04,6 | Niemcy              |
| 29.     | 12 lutego | 2006 | Turyn          | 15 km łączony                      | 43:25,6    | +3:08,3 | Kristina Šmigun     |
| 12.     | 14 lutego | 2006 | Turyn          | Sprint drużynowy stylem klasycznym | 16:36,9    | -       | Szwecja             |
| 6.      | 18 lutego | 2006 | Turyn          | Sztafeta 4 × 5 km                  | 54:47,7    | +58,6   | Rosja               |
| 39.     | 24 lutego | 2006 | Turyn          | 30 km stylem dowolnym              | 1:22:25,4  | +7:55,2 | Katerina Neumannová |

### Mistrzostwa świata
| Miejsce | Dzień     | Rok  | Miejscowość   | Konkurencja                      | Czas biegu | Strata  | Zwyciężczyni        |
| ------- | --------- | ---- | ------------- | -------------------------------- | ---------- | ------- | ------------------- |
| 40.     | 18 lutego | 2001 | Lahti         | 10 km łączony                    | 28:06,1    | +2:54,2 | Virpi Kuitunen      |
| 42.     | 20 lutego | 2001 | Lahti         | 10 km stylem klasycznym          | 29:13,5    | +3:14,1 | Bente Skari         |
| 20.     | 21 lutego | 2001 | Lahti         | Sprint stylem dowolnym           | 3:41,5     | -       | Pirjo Manninen      |
| 35.     | 20 lutego | 2003 | Val di Fiemme | 10 km stylem klasycznym          | 25:47,0    | +2:31,4 | Bente Skari         |
| 33.     | 22 lutego | 2003 | Val di Fiemme | 10 km łączony                    | 26:38,4    | +1:07,2 | Kristina Šmigun     |
| 8.      | 24 lutego | 2003 | Val di Fiemme | Sztafeta 4 × 5 km                | 50:54,7    | +2:02,5 | Niemcy              |
| 54.     | 17 lutego | 2005 | Oberstdorf    | 10 km stylem dowolnym            | 26:27,6    | +4:24,2 | Kateřina Neumannová |
| 40.     | 22 lutego | 2005 | Oberstdorf    | Sprint stylem klasycznym         | 2:15,5     | -       | Emelie Öhrstig      |
| 11.     | 25 lutego | 2005 | Oberstdorf    | Sprint drużynowy stylem dowolnym | 12:19,7    | -       | Norwegia            |
| 31.     | 26 lutego | 2005 | Oberstdorf    | 30 km stylem klasycznym          | 1:27:05,8  | +6:14,9 | Marit Bjørgen       |
| 43.     | 25 lutego | 2007 | Sapporo       | 15 km łączony                    | 41:27,5    | +3:56,5 | Olga Zawiałowa      |
| 49.     | 27 lutego | 2007 | Sapporo       | 10 km stylem dowolnym            | 23:58,4    | +3:00,9 | Kateřina Neumannová |
| 5.      | 1 marca   | 2007 | Sapporo       | Sztafeta 4 × 5 km                | 54:18,6    | +44,3   | Finlandia           |
| 41.     | 21 lutego | 2009 | Liberec       | 2 × 7,5 km bieg łączony          | 40:55,3    | +1:30,0 | Justyna Kowalczyk   |
| 50.     | 24 lutego | 2009 | Liberec       | Sprint st. dowolnym              | 2:39,3     | -       | Arianna Follis      |
| 12.     | 26 lutego | 2009 | Liberec       | Sztafeta 4 × 5 km                | 54:24,3    | +6:57,5 | Finlandia           |
| 38.     | 28 lutego | 2009 | Liberec       | 30 km stylem dowolnym            | 1:16:10,6  | +6:57,5 | Justyna Kowalczyk   |

### Mistrzostwa świata juniorów
| Miejsce | Dzień       | Rok  | Miejscowość | Konkurencja             | Czas biegu | Strata  | Zwyciężczyni    |
| ------- | ----------- | ---- | ----------- | ----------------------- | ---------- | ------- | --------------- |
| 45.     | 12 lutego   | 1997 | Canmore     | 5 km stylem klasycznym  | 14:28,7    | +2:04,1 | Kristina Šmigun |
| 4.      | 14 lutego   | 1997 | Canmore     | Sztafeta 4 × 5 km       | 57:18,7    | +29,7   | Włochy          |
| 34.     | 21 stycznia | 1998 | Pontresina  | 5 km stylem dowolnym    | 14:03,2    | +1:14,4 | Katrin Šmigun   |
| 23.     | 25 stycznia | 1998 | Pontresina  | 15 km stylem klasycznym | 48:25,6    | +3:22,9 | Hilde Glomsås   |
| 23.     | 3 lutego    | 1999 | Saalfelden  | 5 km stylem klasycznym  | 14:23,5    | +1:07,4 | Lina Andersson  |
| 15.     | 7 lutego    | 1999 | Saalfelden  | 15 km stylem dowolnym   | 41:20,5    | +2:50,3 | Zuzana Kocumová |

### Puchar Świata

#### Miejsca w klasyfikacji generalnej
- sezon 2000/2001: 92.
- sezon 2001/2002: 93.
- sezon 2002/2003: 78.
- sezon 2003/2004: 87.
- sezon 2006/2007: 63.
- sezon 2007/2008: 71.

#### Miejsca na podium
Erbenová nigdy nie stała na podium indywidualnych zawodów Pucharu Świata.